# Eiichirō Oda
Eiichirō Oda (jap. 尾田 栄一郎, Oda Eiichirō; * 1. Januar 1975 in Kumamoto, Präfektur Kumamoto) ist ein japanischer Manga-Zeichner. Bekanntheit erlangte er durch seinen Manga One Piece, der mit 517 Millionen verkauften Exemplaren (Stand August 2022) der mit Abstand erfolgreichste Manga ist.

## Leben
Schon früh begann Eiichirō Oda zu zeichnen. Mit 17 Jahren gewann er mit der Kurzgeschichte Wanted! den 44. Tezuka-Preis des Manga-Magazins Shōnen Jump. Im Alter von 19 Jahren beendete er die Schule und begann gemeinsam mit Hiroyuki Takei (Shaman King) als Assistent von Nobuhiro Watsuki an dem Manga Rurouni Kenshin zu arbeiten. In dieser Zeit zeichnete er Romance Dawn, eine Kurzgeschichte, auf der sein darauf folgendes Werk One Piece basiert. 1997 wurde One Piece erstmals im populären Magazin Shōnen Jump veröffentlicht. Er war für dieses Werk zwischen 2000 und 2002 dreimal für den Osamu-Tezuka-Kulturpreis nominiert.
Eiichirō Oda ist mit Chiaki Inaba verheiratet.

## Auszeichnungen
- 2005: 
Sondermann-Preis in der Kategorie Manga/Manhwa international für One Piece
- 2008: 
Sondermann-Preis in der Kategorie Manga/Manhwa international für den 44. Teil von One Piece
- 2009: 
Sondermann-Preis in der Kategorie Manga/Manhwa international für den 48. Teil von One Piece
- 2012: 41. Japan Cartoonist Awards für One Piece[2]

## Werke
- Dragon Ball × One Piece: Cross Epoch (2007)
- One Piece (seit 1997, bisher insgesamt 111 reguläre Bände erschienen)
  - Gemeinsam mit Tatsuya Hamazaki: One Piece - Rogue Town! (Roman), Carlsen Verlag, 2009, ISBN 978-3-5517-7666-2
  - Gemeinsam mit  Tatsuya Hamazaki: One Piece - Nieder mit Ganzack! (Roman), Carlsen Verlag, 2010, ISBN 978-3-5517-5666-4
- Wanted! (1998, Kurzgeschichtenband)
  - Wanted! (1992)
  - Kami kara mirai no present (1993)
  - Itsuki yakou (1993)
  - Monsters (1994)
  - Romance Dawn (1994)